# Qflash
Qflash fue una propuesta para realizar un clon de Macromedia Flash para Linux, esto se logró, principalmente, en la parte de la interfaz, que es en gran parte muy parecida a la de Macromedia Flash, pero aun así carece de muchas de sus funcionalidades.
Existen otras iniciativas de código abierto que persiguen fines similares a QFlash, como Synfig, Pencil (software), F4L y Tupi (bifurcación del proyecto Ktoon).
En el caso de Ktoon, el objetivo no era realizar un clon de Flash, sino un programa que ofreciera la funcionalidad de Flash en el sistema operativo Linux.
Más tarde Qflash se unió con F4L para crear un programa conjunto llamado Uira.